# Grasköpfl
Das Grasköpfl ist die höchste Erhebung eines dem Schafreiter vorgelagerten Gebirgszuges, der in etwa nordöstlicher Richtung über die Pürschschneid (1639 m) zum Sylvensteinspeicher abfällt.
Im weiteren Verlauf befindet sich die Grammersbergalm mit dem Grammersberg und dem etwas eigenständigeren Roßkopf (1131 m).
Das Grasköpfl und seine Nebengipfel Stuhlbachjoch und Grünlahnereck lassen sich als Bergwanderung u. a. von Fall mit einer versicherten Stelle erreichen.

## Galerie

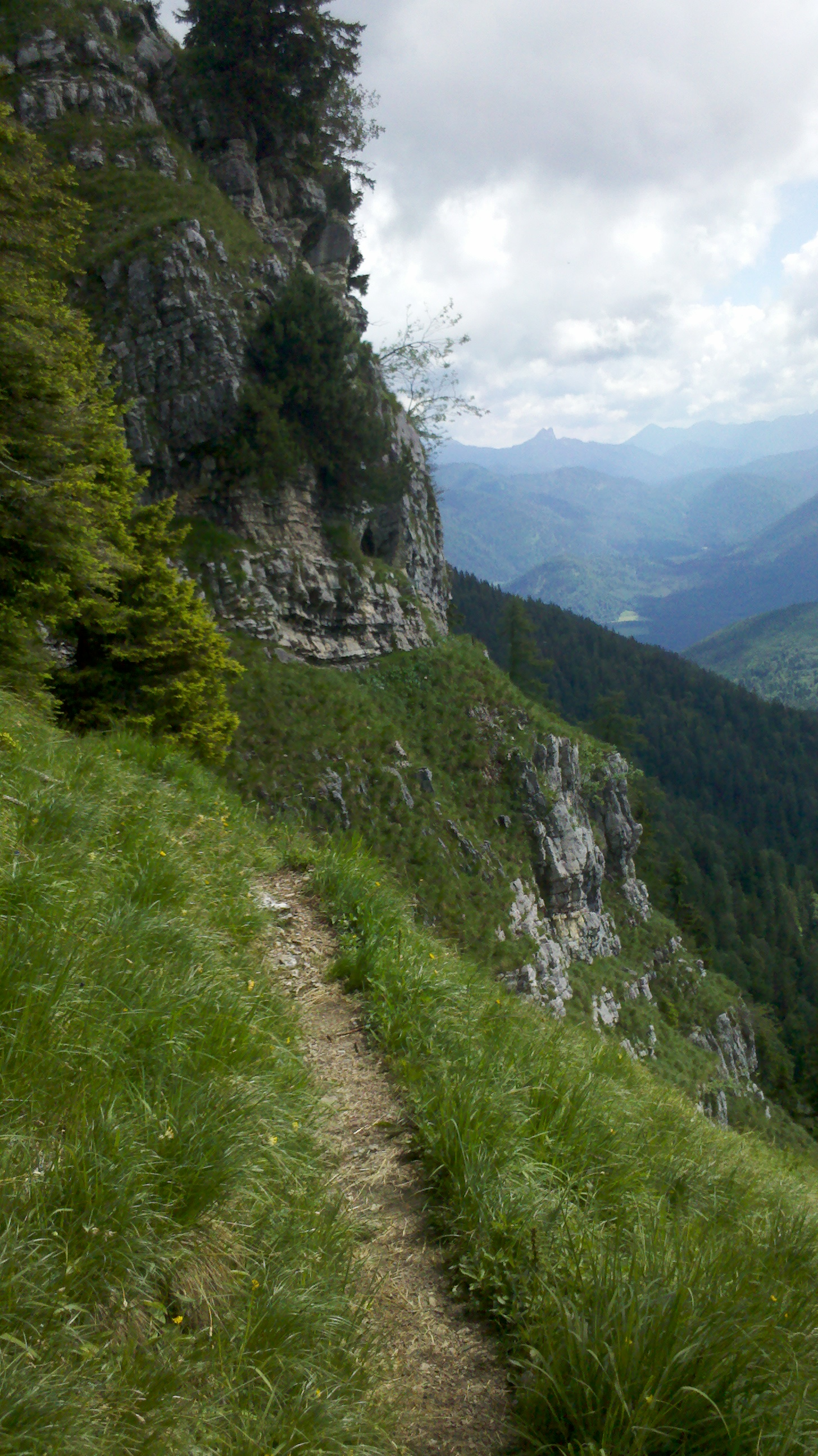
Pürschschneid
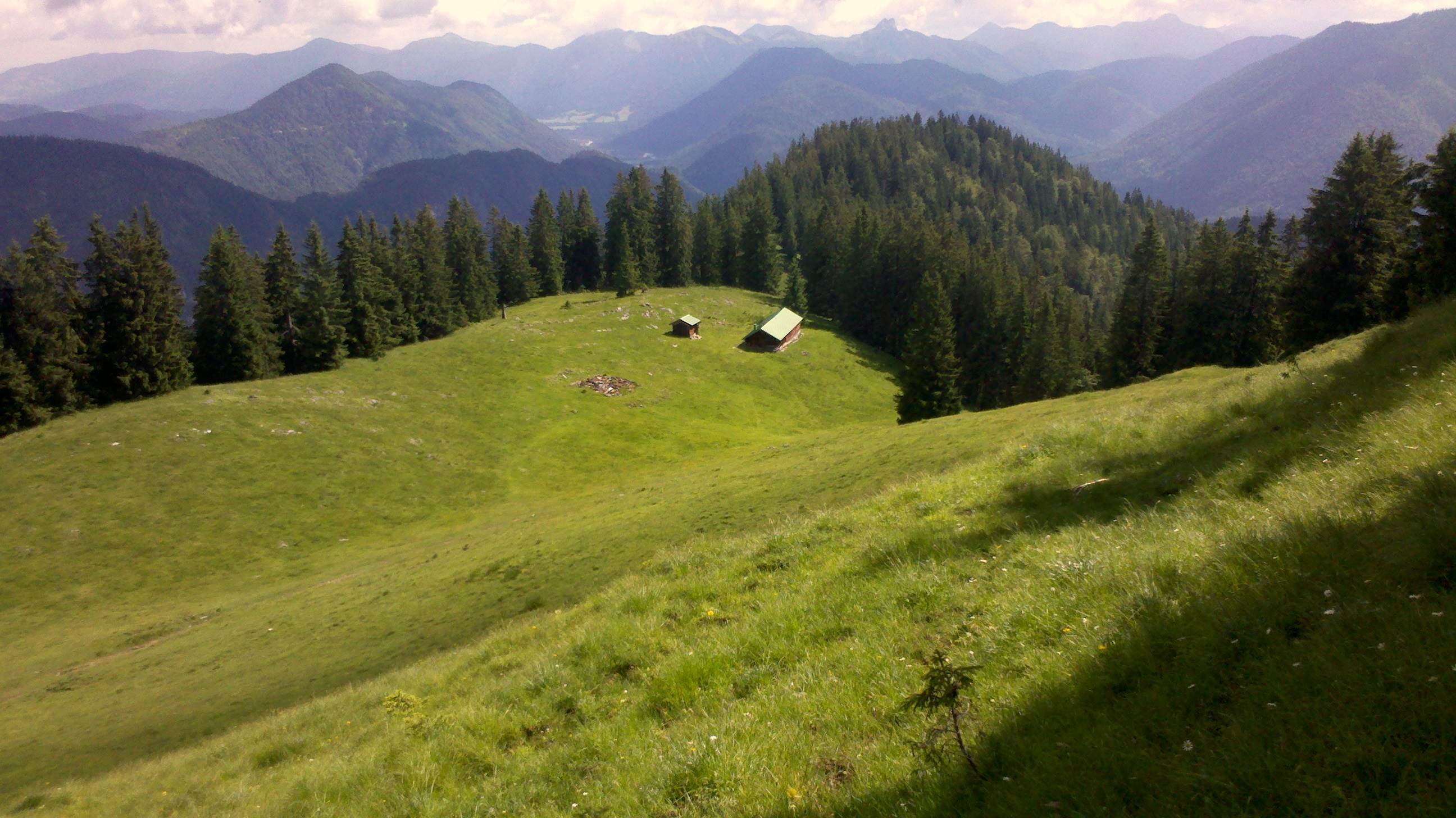
Grammersbergalm mit Grammersberg